# Trường Hải, Đại Liên
Trường Hải (chữ Hán giản thể: 长海县, âm Hán Việt: Trường Hải huyện) là một huyện của địa cấp thị Đại Liên, tỉnh Liêu Ninh, Cộng hòa Nhân dân Trung Hoa. Huyện Trường Hải nằm trên bán đảo Liêu Đông nhìn ra Hoàng Hải và có 112 hòn đảo, có diện tích 119 km², dân số 80.000 người. Mã số bưu chính của Trường Hải là 116500, huyện lỵ đóng tại khu Đông Sơn Xã của trấn Đại Trường Sơn đảo. Về mặt hành chính, huyện Trường Hải được chia ra thành 2 trấn và 3 hương.
- Trấn: Đại Trường Sơn Đảo, Chương Tử Đảo.
- Hương: Quảng Lộc, Hải Dương, Tiểu Trường Sơn.

## Dân số
| Năm  | Dân số |
| ---- | ------ |
| 2000 | 99.532 |
| 2010 | 77.951 |
| 2020 | 66.824 |

## Khí hậu
| Dữ liệu khí hậu của Trường Hải, elevation 36 m (118 ft), (1991–2020 normals, extremes 1981–2010) | Dữ liệu khí hậu của Trường Hải, elevation 36 m (118 ft), (1991–2020 normals, extremes 1981–2010) | Dữ liệu khí hậu của Trường Hải, elevation 36 m (118 ft), (1991–2020 normals, extremes 1981–2010) | Dữ liệu khí hậu của Trường Hải, elevation 36 m (118 ft), (1991–2020 normals, extremes 1981–2010) | Dữ liệu khí hậu của Trường Hải, elevation 36 m (118 ft), (1991–2020 normals, extremes 1981–2010) | Dữ liệu khí hậu của Trường Hải, elevation 36 m (118 ft), (1991–2020 normals, extremes 1981–2010) | Dữ liệu khí hậu của Trường Hải, elevation 36 m (118 ft), (1991–2020 normals, extremes 1981–2010) | Dữ liệu khí hậu của Trường Hải, elevation 36 m (118 ft), (1991–2020 normals, extremes 1981–2010) | Dữ liệu khí hậu của Trường Hải, elevation 36 m (118 ft), (1991–2020 normals, extremes 1981–2010) | Dữ liệu khí hậu của Trường Hải, elevation 36 m (118 ft), (1991–2020 normals, extremes 1981–2010) | Dữ liệu khí hậu của Trường Hải, elevation 36 m (118 ft), (1991–2020 normals, extremes 1981–2010) | Dữ liệu khí hậu của Trường Hải, elevation 36 m (118 ft), (1991–2020 normals, extremes 1981–2010) | Dữ liệu khí hậu của Trường Hải, elevation 36 m (118 ft), (1991–2020 normals, extremes 1981–2010) | Dữ liệu khí hậu của Trường Hải, elevation 36 m (118 ft), (1991–2020 normals, extremes 1981–2010) |
| Tháng                                                                                            | 1                                                                                                | 2                                                                                                | 3                                                                                                | 4                                                                                                | 5                                                                                                | 6                                                                                                | 7                                                                                                | 8                                                                                                | 9                                                                                                | 10                                                                                               | 11                                                                                               | 12                                                                                               | Năm                                                                                              |
| ------------------------------------------------------------------------------------------------ | ------------------------------------------------------------------------------------------------ | ------------------------------------------------------------------------------------------------ | ------------------------------------------------------------------------------------------------ | ------------------------------------------------------------------------------------------------ | ------------------------------------------------------------------------------------------------ | ------------------------------------------------------------------------------------------------ | ------------------------------------------------------------------------------------------------ | ------------------------------------------------------------------------------------------------ | ------------------------------------------------------------------------------------------------ | ------------------------------------------------------------------------------------------------ | ------------------------------------------------------------------------------------------------ | ------------------------------------------------------------------------------------------------ | ------------------------------------------------------------------------------------------------ |
| Cao kỉ lục °C (°F)                                                                               | 9.5 (49.1)                                                                                       | 11.3 (52.3)                                                                                      | 17.8 (64.0)                                                                                      | 22.3 (72.1)                                                                                      | 28.9 (84.0)                                                                                      | 34.5 (94.1)                                                                                      | 35.4 (95.7)                                                                                      | 33.4 (92.1)                                                                                      | 31.7 (89.1)                                                                                      | 26.4 (79.5)                                                                                      | 19.4 (66.9)                                                                                      | 13.0 (55.4)                                                                                      | 35.4 (95.7)                                                                                      |
| Trung bình ngày tối đa °C (°F)                                                                   | −0.4 (31.3)                                                                                      | 1.8 (35.2)                                                                                       | 6.6 (43.9)                                                                                       | 12.7 (54.9)                                                                                      | 18.4 (65.1)                                                                                      | 22.0 (71.6)                                                                                      | 25.5 (77.9)                                                                                      | 27.1 (80.8)                                                                                      | 24.1 (75.4)                                                                                      | 17.7 (63.9)                                                                                      | 9.6 (49.3)                                                                                       | 2.3 (36.1)                                                                                       | 13.9 (57.1)                                                                                      |
| Trung bình ngày °C (°F)                                                                          | −3.7 (25.3)                                                                                      | −1.4 (29.5)                                                                                      | 3.1 (37.6)                                                                                       | 9.0 (48.2)                                                                                       | 14.4 (57.9)                                                                                      | 18.7 (65.7)                                                                                      | 22.6 (72.7)                                                                                      | 24.3 (75.7)                                                                                      | 21.1 (70.0)                                                                                      | 14.6 (58.3)                                                                                      | 6.4 (43.5)                                                                                       | −0.9 (30.4)                                                                                      | 10.7 (51.2)                                                                                      |
| Tối thiểu trung bình ngày °C (°F)                                                                | −6.3 (20.7)                                                                                      | −4.1 (24.6)                                                                                      | 0.5 (32.9)                                                                                       | 6.1 (43.0)                                                                                       | 11.6 (52.9)                                                                                      | 16.3 (61.3)                                                                                      | 20.5 (68.9)                                                                                      | 22.2 (72.0)                                                                                      | 18.6 (65.5)                                                                                      | 11.9 (53.4)                                                                                      | 3.5 (38.3)                                                                                       | −3.7 (25.3)                                                                                      | 8.1 (46.6)                                                                                       |
| Thấp kỉ lục °C (°F)                                                                              | −21.7 (−7.1)                                                                                     | −18.1 (−0.6)                                                                                     | −9.7 (14.5)                                                                                      | −1.0 (30.2)                                                                                      | 4.6 (40.3)                                                                                       | 9.2 (48.6)                                                                                       | 14.7 (58.5)                                                                                      | 15.3 (59.5)                                                                                      | 9.4 (48.9)                                                                                       | −0.4 (31.3)                                                                                      | −12.5 (9.5)                                                                                      | −15.6 (3.9)                                                                                      | −21.7 (−7.1)                                                                                     |
| Lượng Giáng thủy trung bình mm (inches)                                                          | 4.4 (0.17)                                                                                       | 9.2 (0.36)                                                                                       | 13.1 (0.52)                                                                                      | 35.0 (1.38)                                                                                      | 55.3 (2.18)                                                                                      | 79.2 (3.12)                                                                                      | 128.0 (5.04)                                                                                     | 161.6 (6.36)                                                                                     | 55.1 (2.17)                                                                                      | 31.6 (1.24)                                                                                      | 28.2 (1.11)                                                                                      | 9.1 (0.36)                                                                                       | 609.8 (24.01)                                                                                    |
| Số ngày giáng thủy trung bình (≥ 0.1 mm)                                                         | 2.8                                                                                              | 3.1                                                                                              | 3.4                                                                                              | 6.2                                                                                              | 7.7                                                                                              | 8.8                                                                                              | 10.7                                                                                             | 8.5                                                                                              | 5.5                                                                                              | 5.5                                                                                              | 5.1                                                                                              | 3.4                                                                                              | 70.7                                                                                             |
| Số ngày tuyết rơi trung bình                                                                     | 4.1                                                                                              | 3.1                                                                                              | 2.1                                                                                              | 0.5                                                                                              | 0                                                                                                | 0                                                                                                | 0                                                                                                | 0                                                                                                | 0                                                                                                | 0.1                                                                                              | 1.6                                                                                              | 3.4                                                                                              | 14.9                                                                                             |
| Độ ẩm tương đối trung bình (%)                                                                   | 57                                                                                               | 60                                                                                               | 63                                                                                               | 67                                                                                               | 73                                                                                               | 85                                                                                               | 89                                                                                               | 85                                                                                               | 73                                                                                               | 64                                                                                               | 61                                                                                               | 58                                                                                               | 70                                                                                               |
| Số giờ nắng trung bình tháng                                                                     | 211.1                                                                                            | 195.8                                                                                            | 239.0                                                                                            | 243.1                                                                                            | 258.8                                                                                            | 211.0                                                                                            | 189.6                                                                                            | 225.7                                                                                            | 241.3                                                                                            | 226.4                                                                                            | 186.1                                                                                            | 192.2                                                                                            | 2.620,1                                                                                          |
| Phần trăm nắng có thể                                                                            | 70                                                                                               | 64                                                                                               | 64                                                                                               | 61                                                                                               | 58                                                                                               | 47                                                                                               | 42                                                                                               | 54                                                                                               | 65                                                                                               | 66                                                                                               | 63                                                                                               | 66                                                                                               | 60                                                                                               |
| Nguồn: China Meteorological Administration                                                       |                                                                                                  |                                                                                                  |                                                                                                  |                                                                                                  |                                                                                                  |                                                                                                  |                                                                                                  |                                                                                                  |                                                                                                  |                                                                                                  |                                                                                                  |                                                                                                  |                                                                                                  |